# Vespula vidua
Vespula vidua är en getingart som först beskrevs av Henri Saussure 1854.  Vespula vidua ingår i släktet jordgetingar, och familjen getingar. Inga underarter finns listade i Catalogue of Life.